# كلايف إل. دوفال الثاني
كلايف إل. دوفال الثاني هو سياسي أمريكي، ولد في 20 يونيو 1912، وتوفي في 25 فبراير 2002 في ماكلين (فرجينيا) في الولايات المتحدة. نشط حزبياً في الحزب الديمقراطي. وقد انتخب عضو مجلس ولاية فرجينيا ‏.